# Dudley Seers
Pour les articles homonymes, voir Seers.
Dudley Seers (né en 1920 et mort le 21 mars 1983) est un économiste britannique du XXe siècle spécialiste de l'économie du développement. Il enseigna à l'université d'Oxford puis travailla au sein de plusieurs institutions des Nations unies. Il dirigea également l'Institute of Development Studies (institut des études sur le développement) de l'université du Sussex de 1967 à 1972.
Seers est notamment connu pour avoir remplacé le « fétichisme de la croissance » des premières années d'après-guerre par un plus grand intérêt pour le développement social. Il insista aussi sur la relativité des jugements en matière de développement et remis en cause l'approche néoclassique de l'économie.

## Travaux les plus importants
(septembre 2017).
- 1966 : Twenty Leading Questions on the Teaching of Economics in The Teaching of Development Economics
- 1967 : The Limitations of the Special Case, in Martin and Knapp, Teaching of Development Economics
- 1969 : The Meaning of Development. International Development Review 11(4):3-4.
- 1970 : New Approaches Suggested by the Colombia Employment Program, International Labour Review
- 1971 : Development in a Divided World
- 1972 : What are We Trying to Measure? Journal of Development Economics
- 1974 : Redistribution with Growth (avec Hollis Chenery)
- 1977 : The New Meaning of Development, International Development Review
- 1977 : Statistical needs for Development
- 1979 : The Birth, Life and Death of Development Economics, Development and Change
- 1979 : The Meaning of Development, with a Postscript.In Seers, Nafziger, Cruise O’Brien, & Bernstein
- 1979 : with E. Wayne Nafziger, Donal Cruise O’Brien, & Henry Bernstein, Development Theory: Four Critical Studies. Ed. by David Lehmann. London:Frank Cass
- 1981 : ed. Dependency Theory: A Critical Reassessment. London: Frances Pinter (Publishers) : Ltd.
- 1983 : The Political Economy of Nationalism. New York: Oxford University Press.
- Also Editor of several key journals, including Oxford Economic Papers, The Economic Journal, Journal of Development Studies and IDS Bulletin.

## Source
- (en) Cet article est partiellement ou en totalité issu de l’article de Wikipédia en anglais intitulé « Dudley Seers » (voir la liste des auteurs).